# Lukavica (Tutin)
Lukavica (Servisch cyrillisch Лукавица) is een plaats in de Servische gemeente Tutin. De plaats telt 242 inwoners (2002).